# إرنست غيمسون

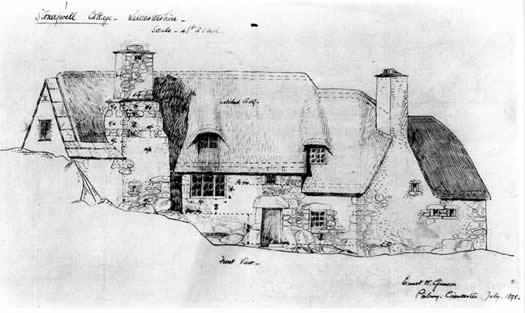
رسم ستونيويل بواسطة إرنست جيمسون، يوليو 1898.

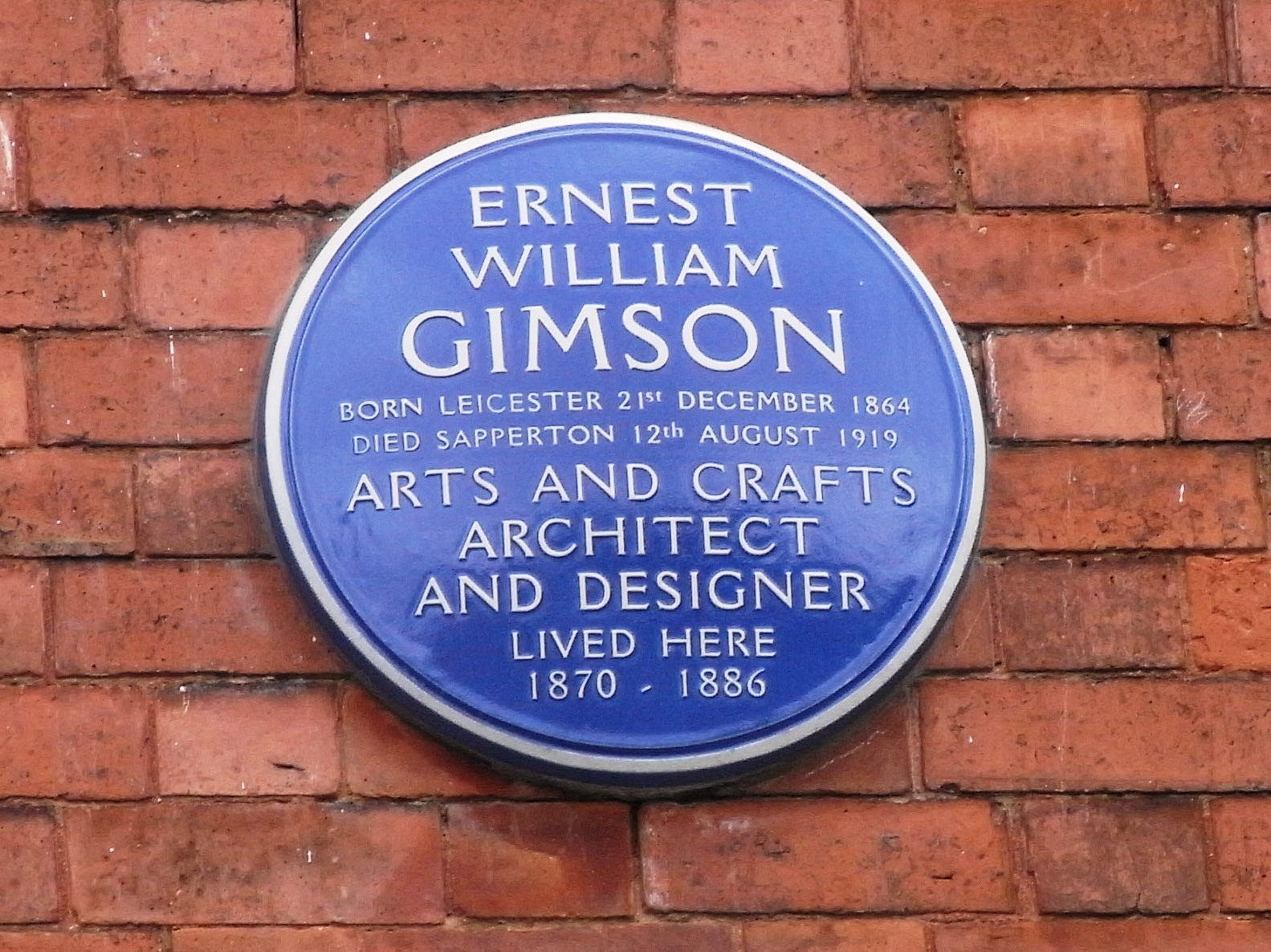
لوح إرنست غيمسون الأزرق معروض في فندق بيلمونت، ليستر.

إرنست ويليام غيمسون (بالإنجليزية:Ernest William Gimson) ( /ˈdʒɪmsən/ ؛ 21 ديسمبر 1864 – 12 أغسطس 1919) مصمم أثاث ومهندس إنجليزي . وصفه الناقد الفني نيكولاس بيفسنر بأنه "أعظم المهندسين المعماريين الإنجليز".  اليوم رسخت سمعته كواحد من أكثر المصممين تأثيرًا في حركة الفنون والحرف الإنجليزية في أواخر القرن التاسع عشر وأوائل القرن العشرين.

## بداياته

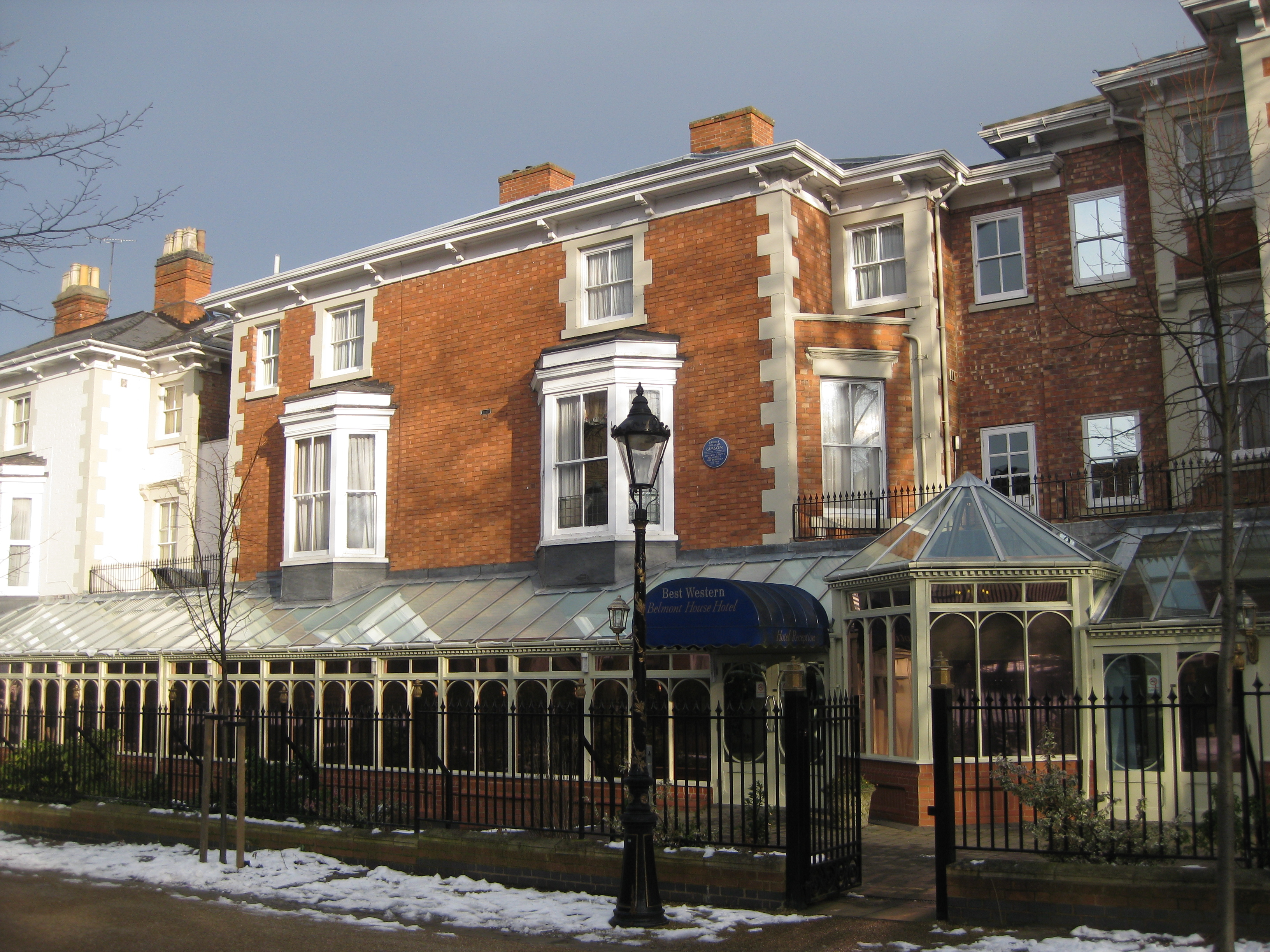
118 نيو ووك ، ليستر: منزل طفولة غيمسون

وُلِد إرنست غيمسون في ليستر ، في ميدلاند الشرقية، بإنجلترا ، عام 1864 ، وهو ابن يوشيا غيمسون المهندس ومؤسس شركة غيمسون، ومالك شركة فولكان وركس.في سن التاسعة عشرة كان إرنست متدرباً عند المهندس إسحاق بارادال، وعمل في مكاتبه على "غراي فاريس" بين عامي 1881 و 1885.  ، حضر محاضرة عن "الفن والاشتراكية" في جمعية ليستر العلمانية ألقاها قائد إحياء الفنون والحرف في إنجلترا الفيكتورية ، ويليام موريس ، وتحدث معه، بعد المحاضرة بإلهام كبير، حتى الثانية صباحًا . 
بعد ذلك بعامين ، عندمابلغ من العمر 21 عامًا، أصبح لدى غيمسون خبرة معمارية وشهادة من الدرجة الأولى من مدرسة ليستر للفنون. انتقل إلى لندن لاكتساب خبرة أوسع، وكتب له ويليام موريس خطابات توصية. كانت أول ممارسة معمارية له مع جون داندو سيدنغ ، حيث نقل، ومكث لمدة عامين.  مع سيدنغ ، استمد غيمسون اهتمامه بالتقنيات الحرفية ، والتركيز على القوام والأسطح ، والتفاصيل الطبيعية للزهور والأوراق والحيوانات ، المستمدة من الحياة ، والمشاركة الوثيقة للمهندس المعماري في العمليات البسيطة للبناء وفي الإشراف على فريق من الحرفيين العاملين مباشرة. كانت مكاتب تجهيز حفلات الزفاف بجوار صالات عرض شركة موريس وشركاه ، مما أتاح له الفرصة لرؤية أول ازدهار لتصاميم الفنون والحرف اليدوية مباشرة. التقى إرنست بارنسلي في استوديو سيدنغ ، وعرفه كذلك على ، سيدني بارنسلي، واستمرت صداقتهم لبقية حياتهم. 
بعد فترة وجيزة من الترحال في كل من بريطانيا وأوروبا ، استقر غيمسون في لندن مرة أخرى وفي عام 1889 انضم إلى جمعية موريس لحماية المباني القديمة (SPAB). في عام 1890 ، أصبح عضوًا مؤسسًا في شركة الأثاث قصيرة العمر، كينتون وشركاه ، مع سيدني بارنسلي ، وألفريد هواري باول ، و. ماليت وريجينالد بلومفيلد . وبها عملوا كمصممين وليس حرفيين واستكشفوا طرقًا مبتكرة للتعبير عن الحرف التقليدية ، "الحقائق المشتركة للبناء التقليدي" ، كما علّم فيليب ويب، "نبيهم الخاص" غيمسون، وعن طريق نقابة عمال الفن، أصبح غيمسون مهتمًا أكثر بالنهج العملي للحرف التقليدية، وفي عام 1890 أمضى وقتًا مع فيليب كليسيت في بوسبري، هيرفوردشير ، حيث تعلم كيفية صنع الكراسي ذات الظهر المتسارع. كما بدأ بتجربة أعمال الجبس . 

## سابرتون، غلوسترشير
انتقل غيمسون والأخوان بارنسلي إلى منطقة كوتسوولدز الريفية في غلوسترشير في عام 1893 "للعيش بالقرب من الطبيعة". سرعان ما استقروا في باينبوري بارك، بالقرب من سابرتون ، في ملكية سایرن‌ سستر ، تحت رعاية عائلة باتهورست . في عام 1900 ، أنشأ ورشة أثاث صغيرة في سايرن سستر ، وانتقل إلى ورش عمل أكبر في منزل دينوي، وهو منزل صغير من القرون الوسطى في سبرتون ، ومكث به حتى وفاته في عام 1919. لقد سعى جاهداً لتنشيط مجتمع القرية، وخطط لتأسيس قرية حرفية يوتوبية. ركز على تصميم الأثاث ، الذي صنعه الحرفيون ، تحت إشراف كبير صانعي الخزائن ، بيتر فان دير فال ، الذي شاركه في عام 1901.

## أعماله المعمارية

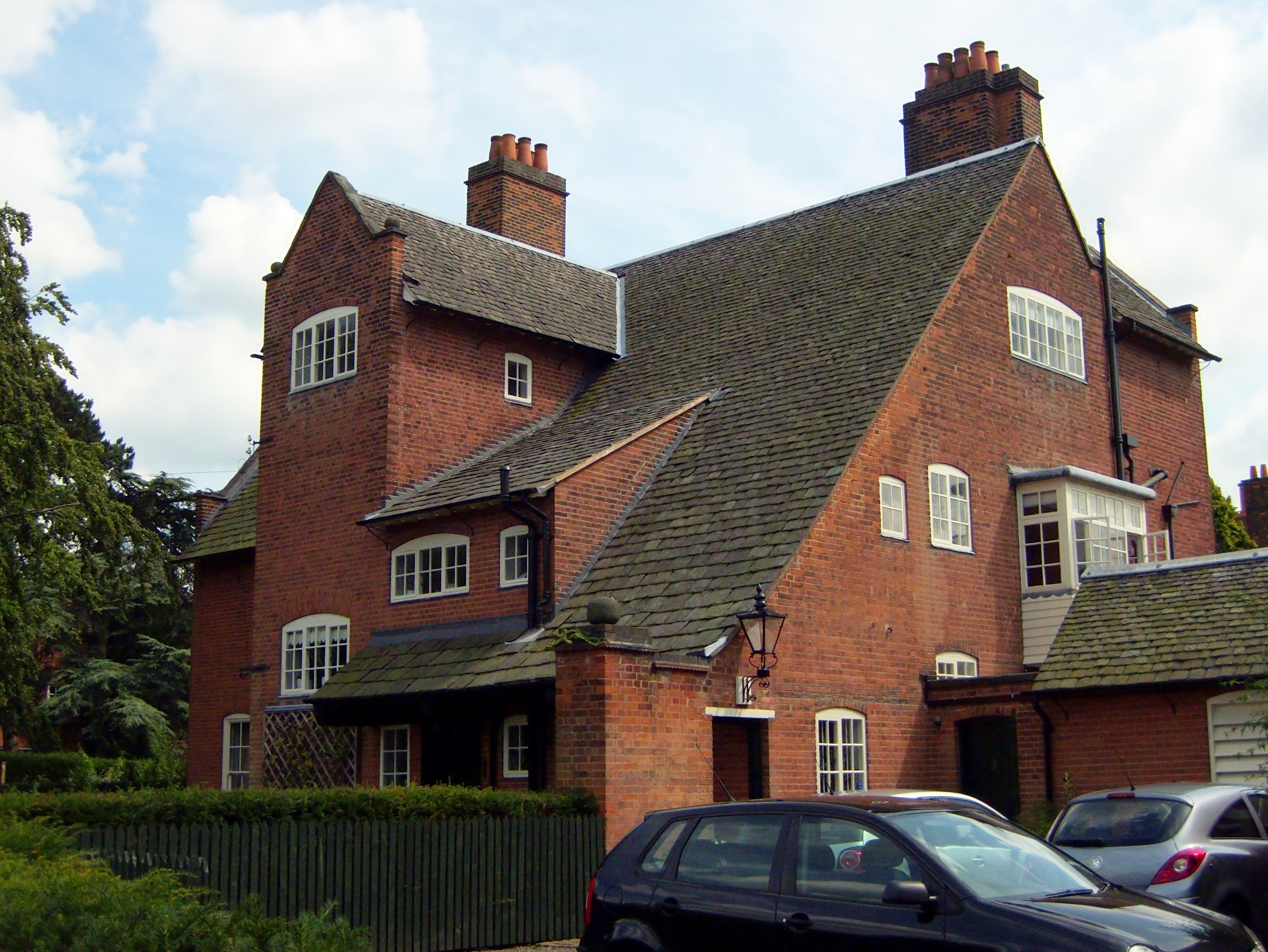
إنجلوود (1892)، طريق راتكليف، ليستر

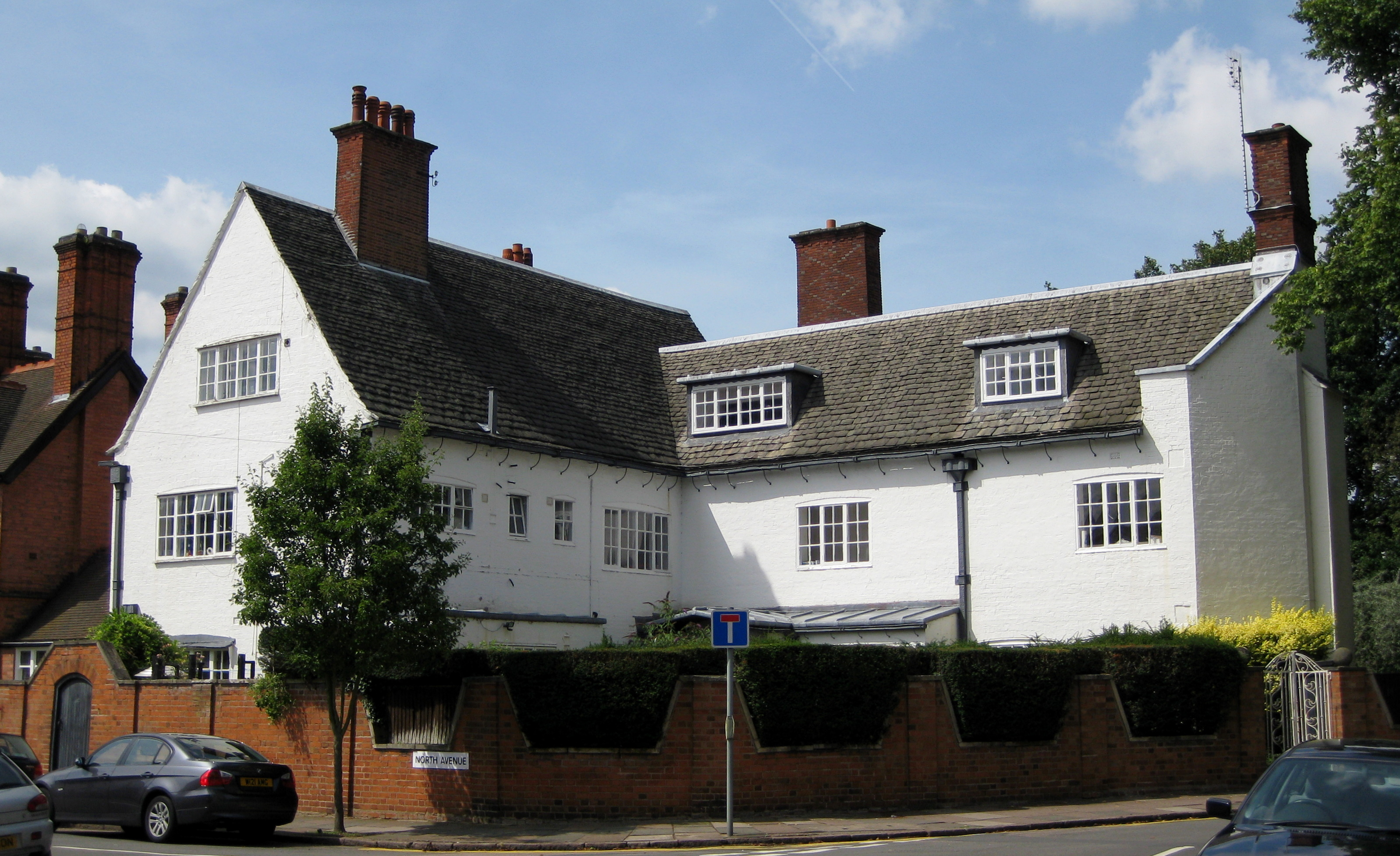
البيت الأبيض (1898)، نورث أفينيو، ليستر

صمم غيمسون العديد من المباني في المملكة المتحدة ، وكان أبرزها منزله الجديد في إنغلوود،ليستر، وإحدى ممتلكات مؤسسة التراث القومي في ليسترشير تسمى "ستوني ويل" . كلاهما الآن مدرجان في الدرجة الثانية * تقديراً لأهميتهما المعمارية.  

## إرثه
أغلقت ورشته في سبرتون بعد وفاته، لكن العديد من الحرفيين ذهبوا مع بيتر فان دير فال إلى مقره الجديد في شالفورد .
أسلوبه المعماري "صلب ودائم مثل الأهرامات ... ولكنه مصقول وشبيه بالمنزل" (H ، 1899. Wilson). وصفه ليتابي بأنه فرداني مثالي: "العمل لا الكلمات ، الأشياء لا التصاميم ، الحياة وليس الكسب كانت هدفه". كان نورمان جيوسون تلميذه الأول، الذي حمل مبادئه في التصميم إلى الجيل التالي ووصف ممارسات الاستوديو الخاصة به في مذكراته الكلاسيكية By Chance I did Rove (1951).
تعتبر أعماله في مجال الأثاث والحرف اليوم إنجازًا أسمى في زمانه وهي ممثلة جيدًا في المجموعات الرئيسية للفنون الزخرفية في بريطانيا والولايات المتحدة الأمريكية . يمكن رؤية المجموعات المتخصصة من أعماله في إنجلترا في متحف ليستر ومعرض الفنون ، وفي غلوسترشير في معرض ومتحف شلتنهام للفنون ، ورودمارتون مانور وأولبن مانور .

## ملحوظات
1. ↑  Pevsner، Nikolaus (1964). Pioneers of Modern Design. London: Penguin Books. ص. 152.
2. ↑  Gill، Richard (1985). The Book of Leicester. Barracuda Books. ص. 62. ISBN:0-86023-218-2.
3. ↑  Ernest's brother Sidney provides a vivid account of this meeting, in a 1932 account of the Leicester Secular Society, now in the Leicestershire Records Office and quoted at length in Comino (1980), p,13-15 Sidney's recollections can be read at http://leicestersecularsociety.org.uk/PHP_redirected/gimson.php#ernest نسخة محفوظة 2022-07-15 على موقع واي باك مشين.
4. 1 2 3  Comino 1980.
5. ↑  "Stoneygate Cottage". Historic England. مؤرشف من الأصل في 2022-09-01. اطلع عليه بتاريخ 2021-01-21.
6. ↑  "Inglewood house". Historic England. مؤرشف من الأصل في 2022-10-10. اطلع عليه بتاريخ 2021-01-21.